# Gare de Digne
Gare de Digne vasútállomás Franciaországban, Digne-les-Bains településen.

## Vasútvonalak
Az állomást az alábbi vasútvonalak érintik:
- Nizza-Digne-vasútvonal
- Saint-Auban-Digne-vasútvonal

## Kapcsolódó állomások
A vasútállomáshoz az alábbi állomások vannak a legközelebb:
- Halte de Plan d'eau des Ferréols (Gare de Nice CP, Nizza-Digne-vasútvonal)